# Théorème d'Itō-Nisio
Le théorème d'Itō-Nisio est un théorème mathématique de probabilité qui caractérise la convergence dans les espaces de Banach. Il montre l'équivalence des types de convergence pour les sommes de variables aléatoires indépendantes et symétriques dans les espaces de Banach. Le théorème conduit à une généralisation de la construction de Wiener du mouvement brownien et donc à une nouvelle définition du mouvement brownien.
Le théorème a été prouvé en 1968 par les mathématiciens japonais Kiyoshi Itō et Makiko Nisio.

## Théorème de Itō-Nisio

### Préparation
Soit {\displaystyle (E,\|\cdot \|)} un séparable espace de Banach sur {\displaystyle \mathbb {R} } tel que la norme induit une topologie et {\displaystyle E^{*}} son espace dual.
Avec {\displaystyle X:\Omega \to E}, on définit une {\displaystyle E}-variable aléatoire, c'est-à-dire une variable aléatoire à valeur de Banach. Avec {\displaystyle \langle z,S\rangle :={}_{E^{*}}\langle z,S\rangle _{E}} on note le paire duale.

### Théorème
Soit {\displaystyle X_{1},\dots ,X_{n}} des {\displaystyle E}-variables aléatoires indépendants et symétriques sur le même espace de probabilité. Soit {\displaystyle S_{n}=\sum _{i=1}^{n}X_{n}} leur somme et {\displaystyle \mu _{n}} la mesure de probabilité de {\displaystyle S_{n}}. De plus, soit {\displaystyle S} une {\displaystyle E}-variable aléatoire. Alors les énoncés suivants sont équivalents :
1. {\displaystyle S_{n}\to S} presque sûrement.
2. {\displaystyle S_{n}\to S} en probabilité.
3. {\displaystyle \mu _{n}} converge dans la métrique de Prokhorov.
4. {\displaystyle \{\mu _{n}\}} sont tendu.
5. {\displaystyle \langle z,S_{n}\rangle \to \langle z,S\rangle } en probabilité pour chaque {\displaystyle z\in E^{*}}.
6. Il existe une mesure de probabilité {\displaystyle \mu } sur {\displaystyle E} telle que pour tout {\displaystyle z\in E^{*}}

{\displaystyle \mathbb {E} [{\rm {e}}^{{\rm {i}}\langle z,S_{n}\rangle }]\to \int _{E}{\rm {e}}^{{\rm {i}}\langle z,x\rangle }\mu (\mathrm {d} x).}